# まいける井上
まいける井上（まいけるいのうえ、本名：井上おさむ、1959年2月16日 -）は、日本のものまねタレント。愛知県名古屋市出身。オフィス南所属。身長176cm。

## 人物
フジテレビの『ものまね王座決定戦』や『爆笑そっくりものまね紅白歌合戦スペシャル』などに何度も出場している実力派。特にマイケル・ジャクソンのものまねを得意としており、歌・ダンスパフォーマンスを披露する。天才てれびくんMAX 新春スペシャル2010 in山梨にマイケル・ジャクソンの物まねにて登場した。
以前ブルース・リーの物まねも得意としていた。
ナターシャーズセブンの影響を受けてバンジョーの演奏も得意としていた。
中学、高校生の頃、子供会ボランティアの一員として地域の子供会のイベントにも参加。
両親も音楽家で、小さいころから音楽には興味があった。

## 出演

### バラエティ
- ものまね王座決定戦（フジテレビ）
- 爆笑そっくりものまね紅白歌合戦スペシャル（フジテレビ）

### テレビドラマ
- 池中玄太83キロ さよならスペシャル（1992年、日本テレビ）
- 世にも奇妙な物語 '96聖夜の特別篇「ゴリラ」（1996年、フジテレビ）